# Frode Håre
Frode Håre (* 10. Dezember 1972) ist ein ehemaliger norwegischer Skispringer.

## Laufbahn
Håre, der für den Verein Nedre Sigdal IL startete, begann seine Karriere 1992 im neu geschaffenen Skisprung-Continental-Cup. Nach guten Erfolgen in seiner ersten Saison in dieser Serie, gab er am 6. März 1993 sein Debüt im Skisprung-Weltcup. Parallel sprang er jedoch auch weiterhin im Continental Cup. Am 21. Januar 1995 konnte er in Sapporo mit dem 12. Platz erstmals Weltcup-Punkte gewinnen. Am Folgetag konnte er beim zweiten Springen auf der gleichen Schanze mit dem 10. Platz das beste Weltcup-Resultat seiner Karriere erreichen. Die Weltcup-Saison 1994/95 beendete er auf dem 48. Platz in der Weltcup-Gesamtwertung.
Bei den Norwegischen Meisterschaften 1996 in Meldal gewann er im Teamspringen gemeinsam mit Sturle Holseter, Eirik Halvorsen und Clas Brede Bråthen die Goldmedaille. In den folgenden vier Jahren konnte sich Håre nicht mehr im Weltcup durchsetzen und sprang daher am 23. Januar 2000 sein letztes Weltcup-Springen im japanischen Sapporo. Anschließend startete er ausschließlich weiter im Continental Cup und beendete 2002 auch dort seine aktive Skisprungkarriere.
Nach dem Ende seiner aktiven Skisprungkarriere ist er als Skisprungtrainer aktiv und trainierte neben Anders Jacobsen auch für vier Jahre die Norwegische Damen-Nationalmannschaft. Im April 2011 wurde bekannt, dass er von Christian Meyer ersetzt werden würde, nachdem Håre längere Zeit keine größeren Erfolge vorweisen hatte können.
Er ist der Vater von Anders Håre.

## Erfolge

### Schanzenrekorde
| Ort       | Land     | Weite               | aufgestellt am | Rekord bis   |
| --------- | -------- | ------------------- | -------------- | ------------ |
| Vikersund | Norwegen | 192,5 m (HS: 225 m) | 1. März 1998   | 1. März 1998 |